# Prava krasuljica
Prava krasuljica (čerfol, krabulica, krabuljica, kračuljac, krbuljica baštenska, krvelj, krinfolj, krožulica, krosuljica, krofulica, vonjuša lat. Anthriscus cerefolium) biljka je iz porodice štitarki. Klasični je začin francuske kuhinje i vrlo sliči peršinu, od kojeg se razlikuje po nešto manjem i svjetlijem lišću a njen okus je više slađi i skloniji komoraču.

## Opis biljke
Krasuljica je jednogodišnja biljka s tankim, vretenastim i bjelkastim korijenom. Stabljika je okrugla i visoka 30 do 70 cm, vrlo nježno uzdužno naborana. Na člancima ima nježne pahuljaste bijele dlake, inače je gola. Listovi su svijetlozelene boje, dvostruko do četverostruko perasti, s gornje strane goli a s donje strane po nervaturi lista i lisnoj peteljci čekinjasto dlakavi. Donji listovi su s peteljkom, dok su gornji sjedeći. Cvijet je štitastog oblika, gotovo sjedeći a cvjetići u štitu su mali i bijeli.
Čitava biljka ima slatkasto-aromatičan miris koji se kod sušenja gotovo posve izgubi. Okus je mirisav i vrlo sličan anisu. Cvjeta od svibnja do kraja srpnja, što ovisi o staništu i vremenskim uvjetima. Plod sazrijevanja od kolovoza do rujna. Krasuljica potječe iz zapadne Azije i južne Europe i voli sunčane položaje. Uzgoj su kod nas preporučali naši stariji povrtlarski priručnici poput Kvirina Broza (Povrćarstvo, Zagreb 1910.) i Paje Kremplera (Povrćarstvo, Zagreb 1878.).

## Kulinarstvo
Kao začin upotrebljavaju se sitno isjeckani listovi. Svježi listovi se dodaju salatama, juhama od povrća, umacima i omletima. Može poslužiti i kao zamjena za peršin. Često se dodaje francuskoj začinskoj mješavini fine trave (fr. fines herbes). Listovi se koriste svježi i dodaju u jelo na samom kraju kuhanja. Krasuljicom se začinja namaz od maslaca i svježeg kravljeg sira. Začinska svojstva sušene krasuljice su slaba. 
Krasuljica potječe iz južne Rusije i Kavkaza, u zapadnu Europu su je donijeli već u rimsko doba. Krasuljica nije pogodna za dugo skladištenje, zato je gotovo nemoguće kupiti svježu u Republici Hrvatskoj. Krasuljicu se može bez problema uzgajati kod kuće u vrtu iz sjemenki, može se rezati čak i nekoliko tjedana nakon sjetve, što češće se to radi bolje je, jer ima vrlo kratak vijek trajanja, a nakon cvatnje nije više prikladna za uporabu u kuhinji. Uklanjanjem vanjskog lišća se potiče rast mladog lišća u sredini biljke. Najbolje da se bere neposredno prije upotrebe, inače se može i dan ili dva držati u plastičnoj vrećici u hladnjaku. Podnosi zamrzavanje, dok sušena izgubi sav miris i okus.